# Polygone équilatéral
En géométrie, un polygone équilatéral est un polygone qui a tous ses côtés de même longueur. Il n'est régulier que si de plus il est équiangle, c'est-à-dire si tous ses angles ont la même mesure.
En géométrie euclidienne traditionnelle, tous les triangles équilatéraux sont semblables entre eux et réguliers : leurs trois angles valent 60 degrés.
Un quadrilatère équilatéral s'appelle un losange. Le seul losange régulier est le carré.
Un polygone équilatéral n'est pas nécessairement convexe, ni même simple :

Un pentagone équilatéral simple mais non convexe.
Un pentagone équilatéral (en) croisé, version irrégulière du pentagramme.

Tout polygone isotoxal (en particulier tout polygone régulier) est équilatéral.
Un polygone équilatéral est régulier si et seulement si ses sommets sont cocycliques.

## Anecdote
Du grec isos qui signifie égal, et pleura côtés, isopleure était le mot anciennement utilisé.